# Subic Watershed Forest Reserve
Der Subic Watershed Forest Reserve liegt im Nordwesten der Provinz Bataan und im Süden der Provinz Zambales auf der Insel Luzon auf den Philippinen. Es erstreckt sich auf einer Fläche von 6.261 Hektar, von den Nordwesthängen des Bergs Natib bis zur Subic-Bucht. Es entstand mit dem Inkrafttreten des Republik-Gesetzes 7227 im Jahre 1992. Das Naturschutzgebiet grenzt im Nordwesten an die Subic Bay Freeport Zone und gehörte bis zum Abzug der US Navy zum Teil zur United States Naval Base Subic Bay. Im Südosten schließt sich der Bataan-Nationalpark an und er gehört zur Zambales Biosphärezone. 
Der Subic Watershed Forest Reserve liegt in einer abwechslungsreichen Naturkulisse die Grassavannen und immergrüne Flachlandregenwälder umfasst. Die Waldflächen des Naturschutzgebietes und der umliegenden Gebiete umfassen ca. 9.800 Hektar, in diesen wurden durch Untersuchungen insgesamt 745 verschiedene Pflanzenarten gefunden. In den Randzonen des Naturschutzgebietes liegen landwirtschaftlich genutzte Flächen, die sich mit bebauten Flächen abwechseln. Die Wälder sind jedoch stark bedroht durch Brandrodungen und illegalen Holzeinschlag. Der Ausbruch des nördlich gelegenen Pinatubo im Jahr 1991 schädigte die Wälder im Nationalpark nachhaltig. 
Das Naturschutzgebiet bietet einen Lebensraum für die auf den Philippinen endemischen Riesenborkenratten (Phloeomys pallidus), den Goldkronen-Flughund (Acerodon jubatus), den Philippinenhirsch (Cervus mariannus) und das Philippinische Pustelschwein (Sus philippensis). 
Unter der Avifauna sind bemerkenswert die Philippinenente (Anas luzonica), der Philippinenhaubenadler (Nisaetus philippensis), der Rotsteißkakadu (Cacatua haematuropygia), der Luzon-Spatelschwanzpapagei (Prioniturus luconensis), der Streifenuhu (Bubo philippensis) und die Manila-Papageiamadine (Erythrura viridifacies).